# ISO 3166-2:MG
ISO 3166-2:MG – kody ISO 3166-2 dla Madagaskaru.
Kody ISO 3166-2 to część standardu ISO 3166 publikowanego przez Międzynarodową Organizację Normalizacyjną. Kody te są przypisywane głównym jednostkom podziału administracyjnego, takim jak np. województwa czy stany, każdego kraju posiadającego kod w standardzie ISO 3166-1.
Aktualnie (2017) dla Madagaskaru zdefiniowano kody dla 6 prowincji.
Pierwsza część oznaczenia to kod Madagaskaru zgodnie z ISO 3166-1, natomiast druga część oznaczenia znajdująca się po myślniku to jednoliterowy kod jednostki administracyjnej.

## Kody ISO
| Kod ISO | Nazwa jednostki administracyjnej | Rodzaj jednostki administracyjnej |
| ------- | -------------------------------- | --------------------------------- |
| MG-A    | Toamasina                        | prowincja                         |
| MG-D    | Antsiranana                      | prowincja                         |
| MG-F    | Fianarantsoa                     | prowincja                         |
| MG-M    | Mahajanga                        | prowincja                         |
| MG-T    | Antananarywa                     | prowincja                         |
| MG-U    | Toliara                          | prowincja                         |